# Boissiera. Memoires du Conservatoire de Botanique et de l'Institut de Botanique Systématique de l'Université de Genève
Boissiera. Memoires du Conservatoire de Botanique et de l'Institut de Botanique Systématique de l'Université de Genève (abreviado Boissiera) es una revista con ilustraciones y descripciones botánicas que es editada en Ginebra por el Conservatorio y Jardín Botánico de Ginebra desde el año 1936.